# Ala-Loukkuunjärvi
Ala-Loukkuunjärvi eller Ala Loukunjärvi är en sjö i Finland. Den ligger i kommunen Toholampi i landskapet Mellersta Österbotten, i den centrala delen av landet, 400 km norr om huvudstaden Helsingfors. Ala-Loukkuunjärvi ligger 121,5 meter över havet. I omgivningarna runt Ala-Loukkuunjärvi växer i huvudsak blandskog. Arean är 37,6 hektar och strandlinjen är 2,91 kilometer lång. Sjön  ingår i Lesti å huvudavrinningsområde. 